# Шар стоку
Шар сто́ку — кількість води, що стікає з 1 км² водозбору за певний період часу, виражена у вигляді рівномірно розподіленого по площі шару води. Підраховується відношенням об'єму стоку до площі водозбору. Одиниця вимірювання — міліметр (мм). Обчислюється у міліметрах за рік, сезон, місяць, повінь, паводок з виділенням шару поверхневого чи підземного стоку. 
Середній багаторічний шар стоку для України становить 86,8 мм, з них поверхневий стік — 65,2 мм, підземний стік — 21,6 мм. 